# Exopterygota
Exopterygota ou Hemimetabola é um clado de insectos da infraclasse Neoptera, subclasse Pterygota.